# Erik Moberg (kirurg)
Erik Axelsson Moberg, född den 5 januari 1905 i Lund, död den 14 februari 1993 i Johannebergs församling i Göteborg, var en svensk kirurg.
Moberg är son till professor Axel Moberg.
Moberg blev medicine licentiatexamen i Lund 1932. Han blev medicine doktor och docent vid Lunds universitet 1936. Moberg var läkare i iransk statstjänst 1932–1933, förordnande vid universitetsinstitutioner och kliniker i Lund och Stockholm 1934–1942. Han blev läkare vid kirurgiska avdelningen på Sahlgrenska sjukhuset 1942, docent i kirurgi i Göteborg 1952 och professor i ortopedisk kirurgi med handkirurgi 1958. Han blev emeritus 1971. Moberg var överläkare vid extremitetskirurgiska kliniken vid Sahlgrenska sjukhuset 1957–1971. Han var gästprofessor vid University of California 1975–1976. Han blev ledamot av Kungliga Vetenskaps- och Vitterhetssamhället i Göteborg 1967 och president i Svensk Kirurgisk Förening 1968. Han utgav skrifter i experimentell patologi och kirurgi, speciellt hand- och extremitetskirurgi. Moberg är begravd på Stampens kyrkogård i Göteborg.